# Sam Claflin
Samuel George Claflin (Ipswich, 27 de junho de 1986) é um ator britânico. Claflin começou a carreira de ator em 2010 na minissérie de TV Os Pilares da Terra como o personagem Richard. No mesmo ano, atuou no filme para televisão O Futuro Perdido e na primeira temporada da série Any Human Heart. Em 2011, finalmente, Sam atua em seu primeiro filme para o cinema: United. Logo em seguida, participa do quarto filme da série Pirates of the Caribbean, Piratas do Caribe: Navegando Em Águas Misteriosas. Em 2012, participou da série White Heat e no cinema como William, o príncipe do filme Branca de Neve e O Caçador, estrelado juntamente por Kristen Stewart e Chris Hemsworth. Em 2013 participou dos filmes Jogos Vorazes: Em Chamas, The Quiet Ones, Overdrive e Belle. Em 2014 fez o filme "Simplesmente Acontece" ao lado de Lily Collins. E 2016, estreou o filme baseado no livro "Como eu era Antes de Você" como Will Traynor, ao lado de Emilia Clarke

## Biografia
Samuel George Claflin nasceu em Ipswich, Suffolk, o terceiro garoto de uma família de quatro meninos de Mark Claflin, um oficial de finanças, e Sue Claflin, uma assistente de sala de aula. Ele tem dois irmãos mais velhos, Benjamin e Daniel, e um irmão mais novo, Joseph (nascido em 1989), que também é ator.
Quando criança, ele tinha interesse no futebol. Ele jogou durante toda a sua infância até que ele quebrou o tornozelo, uma lesão que ele sentiu que o impediria de jogar profissionalmente. Depois de alguma persuasão de seus pais e de um professor com quem ele causou uma boa impressão durante sua peça no colégio na Costessey High School, ele seguiu atuando.
Membro da Norwich City School of Excellence, em 2003, ele frequentou o Performing Arts no Norwich City College. Claflin posteriormente se formou na Academia de Música e Arte Dramática de Londres em 2009.

## Carreira
Em 2010, Claflin apareceu nas séries televisivas Os Pilares da Terra e Any Human Heart, além do filme para TV O Futuro Perdido. Em abril de 2010, ele foi escalado como Phillip Swift no quarto capítulo da série Pirates of the Caribbean, intitulado Pirates of the Caribbean: On Stranger Tides que estreou em 20 de maio de 2011.
Em março de 2011, ele foi escalado como Thomas, em A Seventh Son, um adaptação cinematográfica de The Spook's Apprentice, mas abandonou o projeto por motivos desconhecidos e foi substituído por Ben Barnes. Em abril do mesmo ano, ele interpretou o papel do jogador Duncan Edwards no drama United da TV BBC, que foi centrado em torno dos acontecimentos do desastre aéreo de Munique em 1958, em que Edwards foi fatalmente ferido.  Em maio de 2011, Claflin foi escalado para o papel de William, amigo de infância de Branca de Neve, no filme Snow White and the Huntsman, que foi lançado em 1 de junho de 2012.
Em 2012 ele participou da série White Heat interpretando o personagem Jack, além de atuar na produção para TV Mary & Martha e em filmes como The Quiet Ones, Overdrive e Belle, que têm previsão de estreia para 2013. Em 22 de agosto de 2012, foi confirmado no papel de Finnick Odair no filme Em Chamas que estreou em 2013, sequência do sucesso de bilheteria Jogos Vorazes, que é adaptação da trilogia de livros escritas por Suzanne Collins.
Em 2014, ele protagonizou o filme Simplesmente Acontece, no qual interpretou o personagem Alex. Ainda em 2014, Caflin voltou a interpretar Finnick Odair no filme A Esperança – Parte 1 e depois no filme A Esperança – Parte 2 de 2015, os últimos filmes da saga Jogos Vorazes.
Em 2016, Sam Claflin protagonizou, ao lado de Emilia Clarke o filme Como Eu Era Antes de Você (inspirado na obra literária homônima da escritora Jojo Moyes), em que interpretou Will, um jovem bem-sucedido que, de repente, tem sua vida mudada radicalmente. O filme foi bem recebido pela crítica e teve ótimos desempenhos nas bilheterias. Claflin ganhou ainda mais elogios da crítica por seu papel de capitão Stanhope no drama de guerra Journey's End (2017) e Adrift (2018).
Claflin entrou para a série de televisão da BBC, Peaky Blinders.

## Vida Pessoal
Em 2011, Claflin começou a namorar a atriz Laura Haddock. Os dois se conheceram em uma audição para o filme My Week With Marilyn. Em uma entrevista de 2012, ele disse sobre Haddock: "Ela é minha contraparte feminina é a melhor maneira de descrevê-la. Ela é minha mãe, ela me lembra tanto a minha mãe que eu acho - um cara saberá, certo? É importante. Sua mãe sabe como tudo". Claflin afirma que, depois de conhecê-la, ele chamou seu agente para exclamar que acabara de conhecer a mulher com quem queria se casar. Os dois se casaram em julho de 2013 em uma cerimônia privada. Eles têm um filho nascido em 2015 e uma filha nascida em 2018.
Claflin anunciou em agosto de 2019 que ele e Haddock estavam legalmente se separando. 

## Filmografia
| Ano  | Trabalho                                          | Papel                     | Notas                       |
| ---- | ------------------------------------------------- | ------------------------- | --------------------------- |
| 2010 | Os Pilares da Terra                               | Richard                   | Minissérie TV (8 episódios) |
| 2010 | O Futuro Perdido                                  | Kaleb                     | Filme TV                    |
| 2010 | Any Human Heart                                   | Logan Mountstuart (jovem) | Série TV (4 episódios)      |
| 2011 | United                                            | Duncan Edwards            | Filme TV                    |
| 2011 | Piratas do Caribe: Navegando Em Águas Misteriosas | Philip Swift              | Cinema                      |
| 2012 | White Heat                                        | Jack                      | Série TV (6 episódios)      |
| 2012 | Branca de Neve e O Caçador                        | William                   | Cinema                      |
| 2013 | The Quiet Ones                                    | Brian McNeil              | Cinema                      |
| 2013 | Mary & Martha                                     | Ben                       | Filme TV                    |
| 2013 | Jogos Vorazes: Em Chamas                          | Finnick Odair             | Cinema                      |
| 2014 | The Riot Club                                     | Alistair Ryle             | Cinema                      |
| 2014 | Jogos Vorazes: A Esperança - Parte 1              | Finnick Odair             | Cinema                      |
| 2014 | Simplesmente Acontece                             | Alex                      | Cinema                      |
| 2015 | Jogos Vorazes: A Esperança - Parte 2              | Finnick Odair             | Cinema                      |
| 2016 | Como Eu Era Antes de Você                         | Will Traynor              | Cinema                      |
| 2016 | O Caçador e a Rainha do Gelo                      | William                   | Cinema                      |
| 2016 | Their Finest Hour and a Half                      | Buckley                   | Cinema                      |
| 2017 | My Cousin Rachel                                  | Philip                    | Cinema                      |
| 2017 | A Última Jornada                                  | Capitão Stanhope          | Cinema                      |
| 2018 | Vidas à Deriva                                    | Richard Sharp             | Cinema                      |
| 2018 | The Nightingale                                   | Hawkins                   | Cinema                      |
| 2019 | The Corrupted                                     | Liam                      |                             |
| 2019 | Charlie's Angels                                  | Alexander Brock           |                             |
|      | Peaky Blinders                                    | Oswald Mosley             | Série TV                    |
| 2020 | Love Wedding Repeat                               | Jack                      |                             |
| 2020 | Enola Holmes                                      | Mycroft Holmes            |                             |
| TBA  | Every Breath You Take                             |                           |                             |
| 2023 | Daisy Jones & The Six                             | Billy Dunne               |                             |
| 2024 | Bagman                                            | Patrick McKee             |                             |